# شايس ميلر
شايس ميلر (بالإنجليزية: Chase Miller)‏ (12 فبراير 1992 في الولايات المتحدة - ) هو لاعب كرة قدم أمريكي في مركز الدفاع.

## وصلات خارجية
- شايس ميلر على موقع قاعدة بيانات كرة القدم.إي يو (الإنجليزية)